# Усть-Кут (санаторий)
Санаторий Усть-Кут — лечебно-оздоровительное учреждение. Расположен в Усть-Кутском районе на северо-западе Иркутской области.

## История
Одна из старейших здравниц Иркутской области. Усть-Кутские минеральные источники известны еще с XVII века.
Первое упоминание о них принадлежит известному русскому землепроходцу Ерофею Павловичу Хабарову, который узнал о соляных ключах и в 1639 году устроил там соляные варницы.
Строительство санатория было начато в 1927 году в четырех километрах от города Усть-Кута, на правом берегу в излучине реки Куты, и закончено через год.
С той поры санаторий пользуется большой популярностью у жителей Восточной и Западной Сибири. Он окружен сопками с густым хвойным лесом, его воздух наполнен хвоей, неповторимой свежестью и чистотой. Пациенты здесь ощущают чувство покоя и единения с первозданной природой.
Лечебное богатство санатория — это собственные минеральные воды и чудодейственная грязь озера Соленого.

## Лечебная грязь
Лечебная грязь уникальная: она относится к высокоминерализированным сульфидно-хлоридно-натриевым иловым грязям. Целебные свойства озера Соленного уникальны. Второго такого в природе нет. В России, к примеру, по своим компонентам грязь озера Солённого по своим физико-химическим показаниям сравнима с грязями озера Тузлучного (Оренбургская область), озера Старой Руссы (Новгородская область).Лечебная грязь добывается ручным способом из озера «Соленого», расположенного на территории курорта. В основе действия применяемой наружно лечебной грязи лежит сложное влияние на организм термического, механического, химического и биологического факторов. Нагретая лечебная грязь вызывает в области аппликации повышение температуры кожи и подкожной клетчатки. В результате в области грязевой аппликации возникает длительная местная гиперемия (покраснение) кожи, усиливается кровоток, в свою очередь это приводит к ускорению обменных и восстановительных процессов в данной области. Механический фактор проявляется главным образом при назначении обширных грязевых аппликаций. Вызываемое грязевой массой сдавливание венозных сосудов оказывает влияние на перераспределение крови в организме, работу сердца. сравнимы только с подобными образованиями озера Тузлучного Оренбургской области и озер Старой Руссы Новгородской области. Но у каждого из них своя специфика, свои особенности, и судить, какое лучше — по меньшей мере — некорректно.